# Syðradalur (Kalsoy)
Syðradalur (duń. Sydredal, IPA: siːɹaˌdɛalʊɹ) – miejscowość na Wyspach Owczych, archipelagu wysp wulkanicznych, położonych na Morzu Norweskim, który stanowi terytorium zależne Danii. Wieś ta leży na wyspie Kalsoy, w gminie Húsar. Zamieszkuje tam 6 osób. Nazwa miejscowości oznacza Południową Dolinę.

## Położenie
Miejscowość leży na wschodnim wybrzeżu w południowej części wyspy Kalsoy, wchodzącej w skład Norðoyar (Wysp Północnych). Na wschód od miejscowości rozpościerają się wody cieśniny Kalsoyarfjørður, za którym widoczna jest wyspa Kunoy. Na południowy zachód od Syðradalur znajduje się pasmo górskie, którego szczytami są: Botnstindur (744 m n.p.m.), Gríslatindur (700 m n.p.m.) oraz Slættafjall (500 m n.p.m.). Przepływa przez nią kilka niewielkich cieków wodnych.

## Informacje ogólne

### Populacja
Według szacunków na 1 stycznia 2016 roku Syðradalur zamieszkuje 6 osób. W 1985 żyło tam dwanaście osób, a do 1988 liczba ta wzrosła do czternastu. Następnie zaobserwowano ubytek populacji wsi do 10 w 1989 i 8 w latach 1991–1997, a następnie ponownie nastąpił jej przyrost i już w 1998 mieszkało tam 14 ludzi. Przez pewien czas, do 2003 roku liczba ludności utrzymywała się na stabilnym poziomie 13-14 osób, a następnie nastąpił kolejny gwałtowny spadek do 5 ludzi w 2004. W 2006, kiedy mieszkało tam 7 osób, ponownie rozpoczął się wzrost do 9 mieszkańców w latach 2007–2010. Od tamtej pory do chwili dzisiejszej obserwuje się spadek liczby ludności Syðradalur.
Większość mieszkańców stanowią obecnie mężczyźni, niemal wszyscy mieszkańcy są w wieku produkcyjnym.

### Transport
W miejscowości rozpoczyna swój bieg trasa numer 76, przebiegająca przez całą wyspę Kalsoy do Trøllanes. W miejscowości znajduje się przystań, z której wypływa prom M/F Sam łączący, sześć do dziewięciu razy dziennie, Syðradalur i pozostałe miejscowości na Kalsoy z Klaksvík, a co za tym idzie, z pozostałymi miejscowościami na Wyspach Owczych. Z przystani startuje autobus numer 506 państwowego przedsiębiorstwa Strandfaraskip Landsins, który przejeżdża 2-4 razy dziennie na trasie Syðradalur-Húsar-Mikladalur-Trøllanes.

## Historia
Miejscowość została założona w 1812 roku, jako tzw. niðursetubygd, przez dawnych mieszkańców Blankaskáli. Mianem niðursetubygd określane są miejscowości zakładane w XIX wieku i na początku XX w czasie, gdy liczba ludności Wysp Owczych gwałtownie rosła. Miejscowość miała być zamieszkana już wcześniej w XVII wieku, jednak z nieznanych przyczyn została szybko opuszczona. W 1855 roku łódź z kilkoma mieszkańcami zatonęła po rozbiciu się o skałę, podobny incydent miał miejsce w 1963, kiedy zatonęła jednostka z trzema pasażerami.